# Helen Island
Helen Island ist eine etwa 600 Meter lange und 20 bis 40 m breite Insel im Norden des zum Inselstaat Palau zählenden Helen-Riffs. Das Eiland ist mit Palmen bewachsen.
Auf Helen Island befindet sich eine ständig besetzte Rangerstation. Deshalb wird Helen Reef zu den neun bewohnten Inseln der Republik Palau gerechnet.

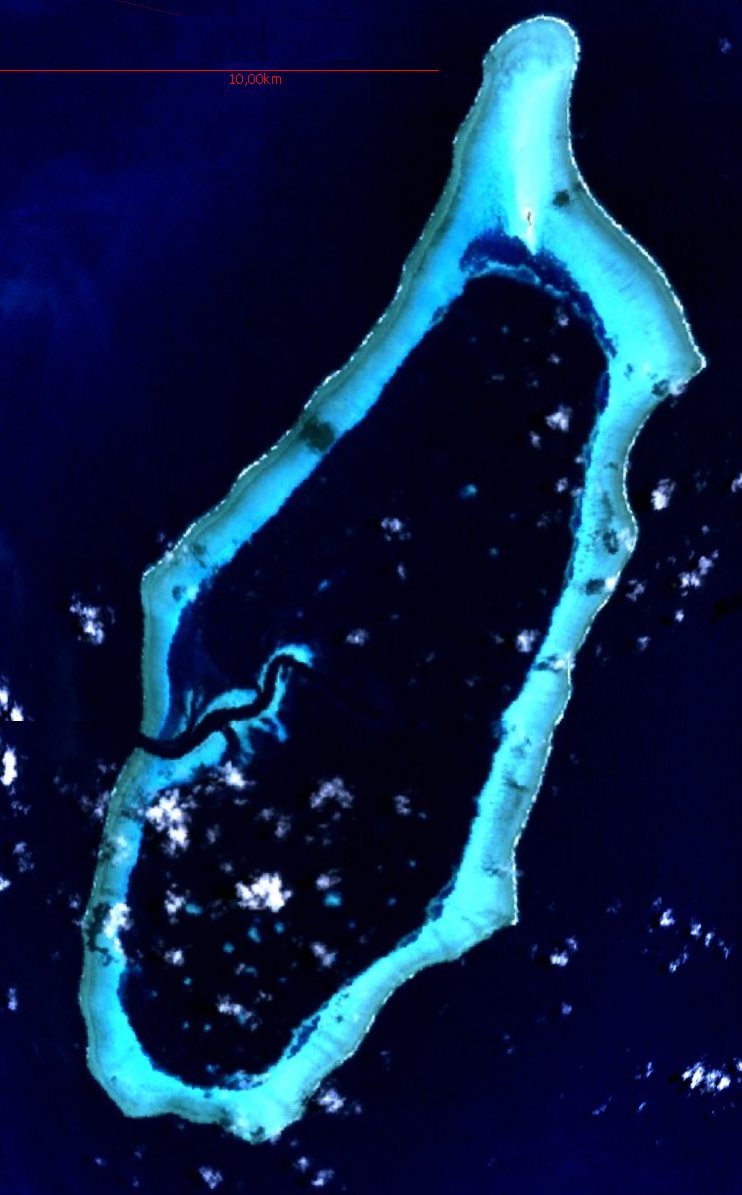
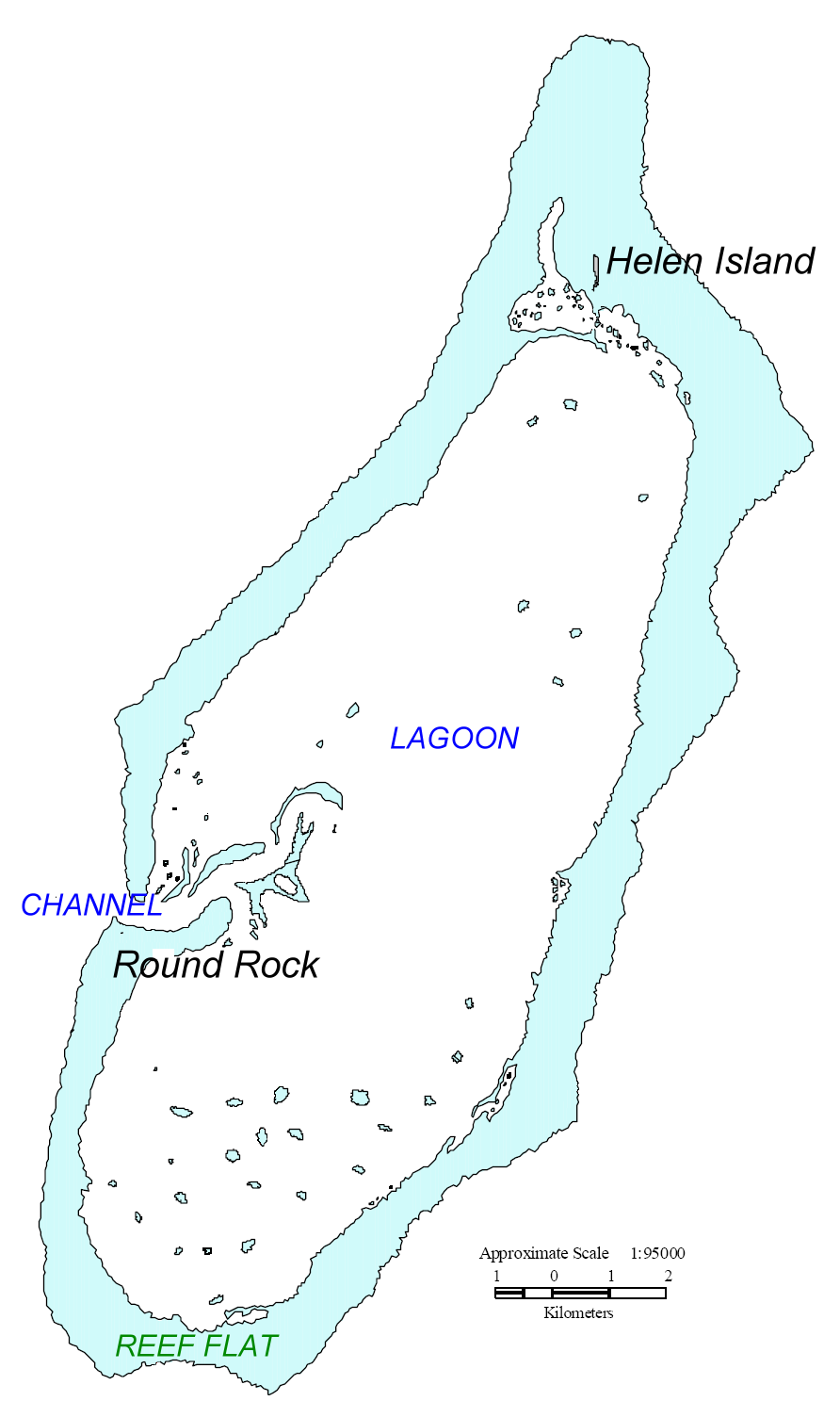

Helen Island liegt im Norden des Atolls.